# Fungia plana
Espèce
Fungia plana est une espèce de coraux appartenant à la famille des Fungiidae.